# María Vitaliani
María L. Vitaliani fue una actriz de cine y teatro argentina. Los papeles que realizó fueron mayormente de reparto o de participación especial.

## Carrera
Descendiente de italianos, era una intérprete infaltable en filmes de los años 1930, fundamentalmente en los dirigidos por Manuel Romero. Interpretó personajes caracterizados por su bonhomía. En la pantalla grande actuó con grandes de la escena nacional como Niní Marshall, Tito Lusiardo, Alicia Barrié, Libertad Lamarque y Sabina Olmos, entre otros.
Debutó en cine con el personaje no acreditado de Sara, madre de Camila Peña encarnado por la actriz Irma Córdoba en la película de 1937, Los muchachos de antes no usaban gomina, protagonizado por Florencio Parravicini, Mecha Ortiz y Santiago Arrieta. Su última aparición fue en 1938 con La rubia del camino, un filme encabezado por Paulina Singerman y Enrique Serrano.
En teatro trabajó al lado de artistas de la talla de Amalia Bernabé, Carmen Morel, Chola Osés, Amelia Villa, María Esther Duckse, Alfredo Camiña, Azucena Hernández y Américo Criscuolo.
Fue primera actriz de carácter de la compañía Radioteatral de Rodolfo Migueres.

## Filmografía
- 1938: La rubia del camino
- 1938: Mujeres que trabajan
- 1937: Fuera de la ley
- 1937: Papá Chirola.
- 1937: La ley que olvidaron
- 1936: 'Los muchachos de antes no usaban gomina